# Cymonomus hakuhoae
Cymonomus hakuhoae is een krabbensoort uit de familie van de Cymonomidae. De wetenschappelijke naam van de soort is voor het eerst geldig gepubliceerd in 1990 door Takeda & Moosa.